# Georg von Krogh
Georg von Krogh (født 1963 i Oslo) er en norsk organisationsteoretiker og professor ved ETH Zürich og Chair of Strategic Management and Innovation. Han er tillige leder af ETH Zürich's Department of Management, Technology, and Economics.
Von Krogh er en internationalt berømmet ekspert inden for konkurrencestrategier, teknologisk innovation og videnshåndtering.
Von Krogh har publiceret artikler i Harvard Business Review, Management Science, Organization Science, Research Policy, and Strategic Management Journal. Han er redaktør af Organization Studies og medlem af redaktionen på European Management Journal, European Management Review, MIT Sloan Management Review og Long Range Planning.

## Priser og hæder
- The Association of American Publishers' "Best Professional Business Book Award"
- The Organization and Management Theory Division's "Best Symposium Award" at the Academy of Management
- Harvard Business Review's "Breakthrough Idea"
- ETH Zürich's undervisningspris "Goldene Eule"